# Caproni Ca.309
Caproni Ca.309 Ghibli là một loại máy bay của Italy trong Chiến tranh thế giới II.

## Quốc gia sử dụng
Italy
- Regia Aeronautica

 Bulgaria
- Không quân Bulgaria

 Paraguay
- Không quân Lục quân Paraguay
- Líneas Aéreas de Transporte Nacional (LATN)

## Tính năng kỹ chiến thuật (Ca.309)

### Đặc điểm riêng
- Tổ lái: 3
- Chiều dài: 12,85 m (42,16 ft)
- Sải cánh: 16,20 m (53,15 ft)
- Chiều cao: 3,04 m (9,98 ft)
- Diện tích cánh: 38,70 m² (416,6 ft²)
- Trọng lượng rỗng: 1.960 kg (4.190 lb)
- Trọng lượng có tải: 2.930 kg (6.460 lb)
- Động cơ: 2 × Alfa Romeo 115-II, 390 hp (291 kw) mỗi chiếc

### Hiệu suất bay
- Vận tốc cực đại: 250 km/h (155 mph)
- Tầm bay: 1.050 km (652 mi)
- Trần bay: 4.250 m (14.000 ft)

### Vũ khí
- 3 súng máy Breda SAFAT 7,7 mm (.303 in)
- 330 kg bom